# Sint-Jozefkerk (Zele)

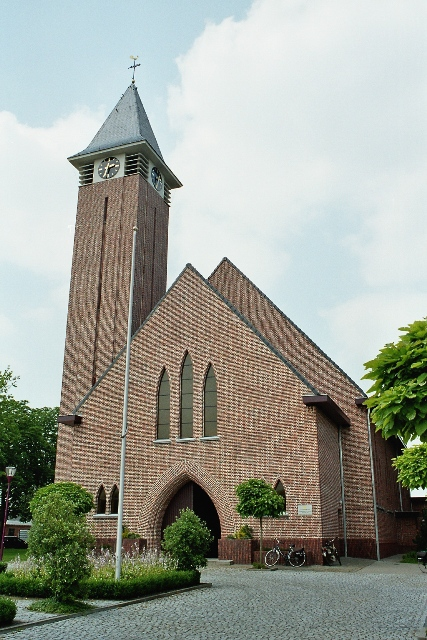
Sint-Jozefkerk

De Sint-Jozefkerk is de parochiekerk van het tot de Oost-Vlaamse gemeente Zele behorende dorp Huivelde, gelegen aan Huivelde.

## Geschiedenis
In 1937 werd Huivelde verheven tot zelfstandige parochie. Een kerk in de stijl van de moderne gotiek werd ontworpen door Gustaaf van Meel. In 1942 werd de eerste steen gelegd maar, vanwege de Tweede Wereldoorlog, kwam de kerk pas in 1947 gereed.

## Gebouw
Deze bakstenen zaalkerk is in strakke lijnen uitgevoerd en op het noordwesten georiënteerd. De kerk heeft een aangebouwde noordwesttoren gedekt door een tentdak. Het portaaltravee is iets lager dan de kerkzaal. Het kerkmeubilair is uit de 2e helft van de 20e eeuw.
Achter de kerk bevindt zich een begraafplaats.